# ミラー指数

立方晶結晶での異なるミラー指数をもつ面

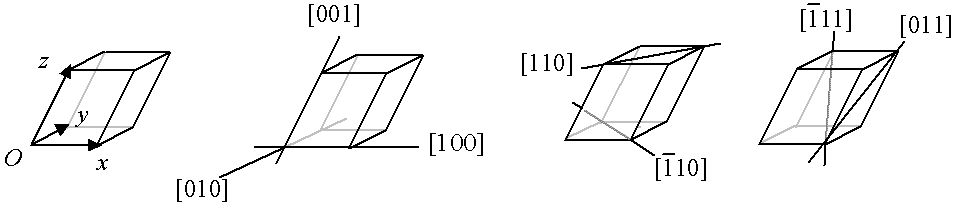
方向指数の例

x,y,z軸との切片からミラー指数を決定する例。左は(111)、右は(221)

ミラー指数（ミラーしすう、英語: Miller index）は結晶の格子中における結晶面や方向を記述するための指数である。英国の鉱物学者ウィリアム・ハロウズ・ミラー（William Hallowes Miller）によって考案された。
ミラー指数には、面指数と方向指数（方位指数）の2種類がある。面指数は結晶や格子をどのような平面で切るかを指定し、方向指数は結晶、格子内での方向を指定する。
また、六方晶系以外の場合（ほとんど全ての結晶）と六方晶の場合（例外的）で、ミラー指数のつけ方が少々異なる。
六方晶の場合のミラー指数のことを六方晶指数と言うことがある。

## 六方晶系以外の場合
まず六方晶系以外の場合におけるミラー指数を方向指数、面指数の順に説明する

### 方向指数
二次元結晶の結晶軸とは本来、基本並進ベクトルと称される2本のベクトルであるべきだが、実際には回転対称性などを考慮し、基本並進ベクトルとは限らない（2本の）格子ベクトルが取られることもある。ただ、代表的な表面についてはどのような格子ベクトルを結晶軸とするか決められている。
ある結晶の結晶軸として{\displaystyle {\vec {a}}_{1}}, {\displaystyle {\vec {a}}_{2}}, {\displaystyle {\vec {a}}_{3}}を取ったとする。このとき、格子点同士を結ぶ任意のベクトル{\displaystyle {\vec {A}}}は、整数の組 K, L, M を用いて
{\displaystyle {\vec {A}}=K{\vec {a}}_{1}+L{\vec {a}}_{2}+M{\vec {a}}_{3}}
の形で書き表される。この事実により結晶学では『方向{\displaystyle {\vec {A}}}』のことを
『[KLM]方向』と呼ぶ。但し、[1,0,0]のような書き方、つまり成分の間にカンマを入れるような書き方はしない。表記上の問題で成分の区切りが認識しづらい場合は[1012]のように成分に下線を引いて区別する。また、[−1 0 0] のように（K=−1, L=0, M=0）負の成分を持つ方向は数字の上にバーをつけ、{\displaystyle [{\bar {1}}00]}のように書く。
さらに、対称性（空間群対称性）の観点から等価な方向指数は、そのうちもっともシンプルなもので代表させることが多い。例えば、単純立方晶においては{\displaystyle [100],[010],[001],[{\bar {1}}00],[0{\bar {1}}0],[00{\bar {1}}]}は、点群対称性の観点から全て等価であるため、これらは{\displaystyle \langle 100\rangle }で代表させる。

### 面指数
ある結晶の結晶軸として{\displaystyle {\vec {a}}_{1}}, {\displaystyle {\vec {a}}_{2}}, {\displaystyle {\vec {a}}_{3}}を取ったとする。このとき、各軸のそれぞれ 1/k, 1/l, 1/m
で交わる平面は、本質的に１つしか存在し得ない。このことを用いてこの平面を
(klm)面と書く。ここで、一般的には[KLM]方向は、(klm)面の法線とは限らない。
方向指数と同様に、等価な面を{klm}で表す。